# Иполит Монден
Иполит Флорентен Монден (фр. Hippolyte Florentain Mondain; 1811 — Париз, 11. јануар 1900) био је први српски министар војни. Пореклом Француз, Монден је на иницијативу Државног савета Кнежевине Србије био позван да преузме ресор новоформираног министаства војног што је и учинио. У значајној мери је реформисао Војску Књажевине Србије и дао јој је основу по којој се касније развијала. За те заслуге додељена му је титула почасног генерала.

## Биографија
О Иполиту Мондену сачувано је врло мало биографских података. Рођен је 1811. године у Француској. Илија Гарашанин је заслужан за његово ангажовање у Српској војсци. Приликом његовог службеног боравка у Паризу 1853. године, упознао је тадашњег инжењеријског капетана Мондена који је на њега оставио снажан утисак. Након тог сусрета Гарашанин је закључио да је такав официр потребан српској војсци. Уз његову сагласност, по добијеном одобрењу француске владе довео је Мондена те године у Кнежевину Србију и ставио га на располагање српској влади. Монден је први пут боравио у Кнежевини Србији од 1853. до 1855. године. За то време био је ангажован на изради планова за одбрану Србије, у ратној ситуацији која је владала на Истоку Европе (Кримски рат). Ради извршавања овог посла, пропутовао је Србију, проучавајући је. На власти у Србији оставио је повољан утисак, као човек способан за овај посао, а истовремено, погодан за сарадњу. Но, како је завршетком Кримског рата настала мирна ситуација, оцењено је од стане владе да је овај посао завршен и он се вратио у Француску.
По други пут Монден се нашао у Србији 1861. године. Кнежев представник Филип Христић, пишући 16. марта 1861. године, Државном савету, у име кнеза Михаила Обреновића, наводи:
Правитељство Његове Светлости у бризи за напредком државним увидило је, да је нужно за неке струке државни дела набавити са стране способне и стручно научене људе којима би се с поуздањем њихова управа и организација поверити могла. Тако је засад нађено за нужно, да за струку грађевина једно такво лице набавити треба. Избор Правитељства пао је на г. Молдена, Командира инџинирског Корпуса у Амиенсу у Француској, кога талент и способност свуда признање налазе, и који је и своим задржавањем у нашем отачеству најлепши спомен оставио. Господин Молден примио је нашу понуду, а Француско Правитељство саизволиоло је да он у нашу службу ступи.
Државни Савет дао је сагласност, за овај кнежев предлог, што је резултовало кнежевим указом, 20. марта 1861. године. У указу су написани:
Господин Молден долази за Управитеља Грађевине, но Правитељство Србско задржава себи право (и господин Монден се обавезује) да га, а према потреби и његовој способности и у другој струци употребити може, било да такову са управом грађевина сојузи, било да га према указаној потреби од времена на време на послове друге стуке употреби, без да отуда какво право на увеличавање уговорене новчане награде за њега произилази. Господин Монден прима се у нашу службу за три године, са годишњом платом од 3000 талира и селитбеним трошковима за одлазак и повратак од 1000 талира.
Ова клаузула о другој струци испуњена је већ у јесен исте године. Указом од 22. септембра 1861. године, за начелника Главне војне управе, на место Константина Хранисављевића, постављен је мајор Француске војске Иполит Ф. Монден, који је истовремено произведен у чин пуковника српске војске. Устројењем Централне државне управе од 10. априла 1862. године, дотадашња Главна војна управа, која се налазила под надлежношћу Министарства унутрашњих дела, прерасла је у Министарство војно. На чело тог новоформираног министарства постављен је пуковник Иполит Флорентен Монден, дотадашњи начелник Главне војне управе. Своја војничка знања испољио је за време бомбардовања Београда од стране Турака 1862. године. Као министар војни, примио је на себе команду на војском и извршио успешну организацију утврђивања за одбрану. Прогласивши опсадно стање, брзим покретима војске успео је да осујети све намере Турака.
Поред ових послова, пред њим су се нашли и други проблеми. Било је потребно што боље организовати стајаћу војску. Ради њеног бољег функционисања, на његов предлог донет је Закон о устројству Штаба стајаће војске. Новоформирани орган га је ослободио неких послова а надлежности пренете на начелника новоформираног Штаба. Организација српске војске урађена је по француском систему, чиме је замењен дотадашњи руски систем. Био је иницијатор промена у законским одредбама о регрутацији. Учињене су промене у здравственој служби војске увођењем војних болничара. Касније је припремио велики број законских пројеката који су се односили на официре (наоружање, плате, пензије). Урађена су и правила по којима се одређују услови за помоћ из посебног фонда за пензионисање подофицира и војника. Тополивница у Крагујевцу је за време његовог мандата комплетно реновирана и постигнут је значајан напредак у производњи барута и муниције. Од 27. априла 1862. у кабинету Илије Гарашанина, у коме је био министар војни, заступао је и министра грађевина. На обе дужности дао је оставку 2. априла 1865. године, прекорачивши обавезу коју је дао приликом доласка у Кнежевину Србију.
Монден је учинио све што је било у његовој моћи да српску војску што боље припреми. И сам кнез Михаило Обреновић му је приликом разрешења у знак захвалности упутио писмо. Захвалио му се на сарадњи у протекле четири године и одао му је признање:
...на ревност и оданост, којим сте се за цело трајање ваше службе одликовали и које чине да ће ми свакад бити пријатан спомен вашег бављења у Србији.
Након подношења оставке, Монден се вратио у Француску. Указом од 1. јануара 1898. године, у знак признања за заслуге које у учинио према Србији као њен први министар војни, додељена му је титула почасног генерала српске војске. Преминуо је у Паризу, 11. јануара 1900. у 89. години живота.

### Породица
Пуковник Монден је имао (барем) једног сина, Жоржа, познатог под псеудонимом Монвал (1845—1910) ("син генијалног пуковника Мондена, заповедника Легије части"). Жорж је био глумац, архивиста "Комеди франсез" и оснивач часописа посвећеног Молијеру.

## Одликовања
- Орден Легије части, Командир (Трећа Француска република).[3]